# Serrenti
Serrenti (sardinsky: Serrènti) je italská obec (comune) v provincii Sud Sardegna v regionu Sardinie. Nachází se ve výšce 114 metrů nad mořem a má přibližně 4 500 obyvatel. Rozloha obce je 42,78 km².